# MBK Sparta&K Oblast Moskou Vidnoje
Moskouse Basketball Klub Sparta&K Oblast Moskou Vidnoje (Russisch: Мужской Баскетбольный клуб Спарта&К Московская область) was een herenbasketbalteam uit Vidnoje, oblast Moskou.

## Geschiedenis
De mannenbasketbalclub Sparta&K werd opgericht in 2010 met steun van het gemeentebestuur van het Lenin district van Moskou, op basis van de Olympische Reserve School “Spartak”, (Oblast Moskou, Vidnoje), gebaseerd op de plannen van Sjabtaj von Kalmanovitsj en zijn vrouw, Anna Archipova. In 2012 promoveerde ze naar de Russische superliga B. In 2014 werd de club opgeheven.